# Hemerocallis taeanensis
Hemerocallis taeanensis là một loài thực vật có hoa trong họ Thích diệp thụ. Loài này được S.S.Kang & M.G.Chung miêu tả khoa học đầu tiên năm 1997 publ. 1998.